# Rudolf Müller Mediengruppe
Die Rudolf Müller Mediengruppe mit Sitz in Köln ist ein multimedialer Fachinformations- und Lösungsanbieter in den Themenbereichen Planen, Bauen, Immobilien und Handel (DIY- und Baustoff-Fachhandel). Sie umfasst aktuell das Stammunternehmen „RM Rudolf Müller Medien“ (ehemals „Verlagsgesellschaft Rudolf Müller“), „RM Rudolf Müller Events“ (Business-Messen) und die „Rudolf Müller Medienholding“ (Verwaltung).

## Geschichte

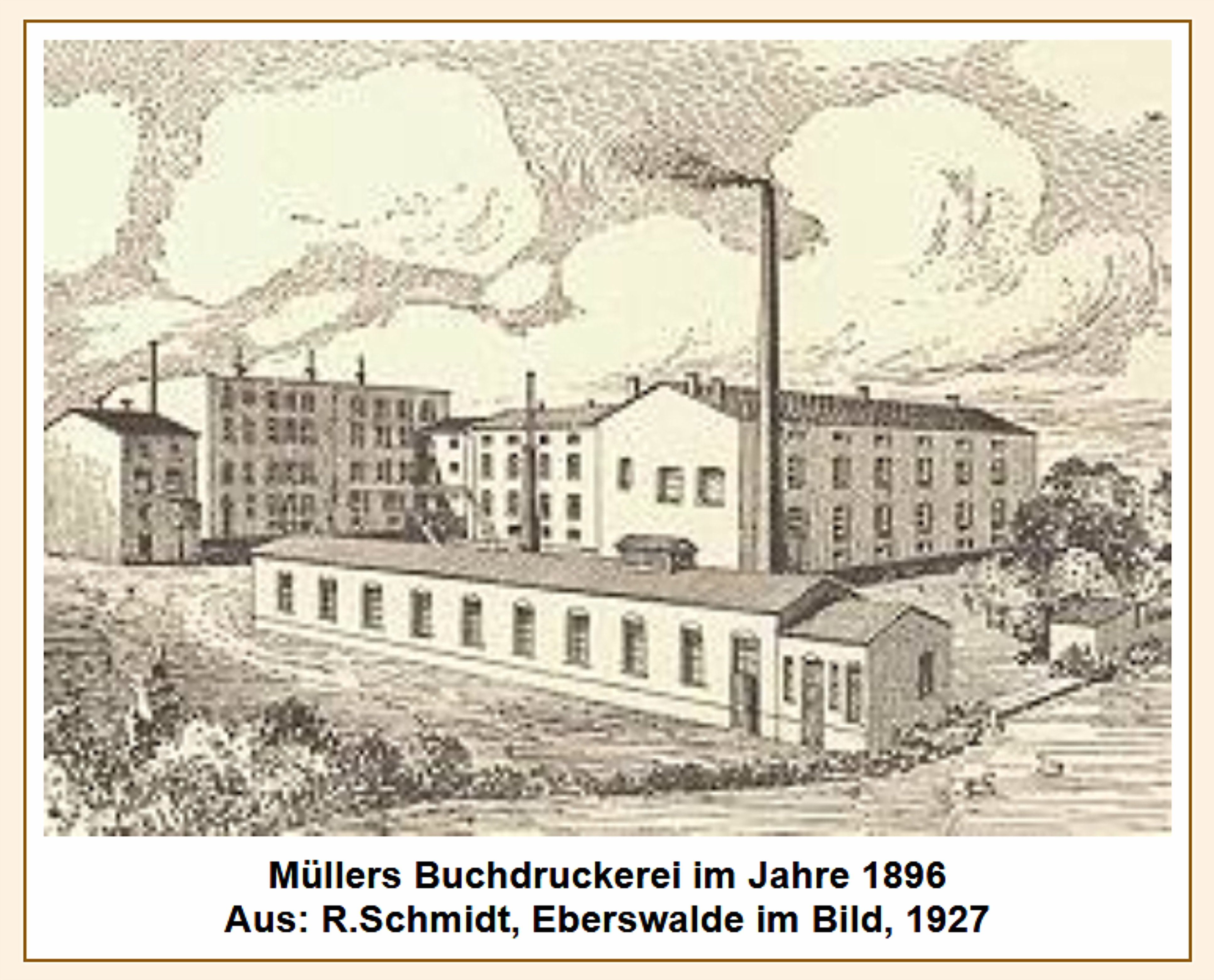
Die Buchdruckerei Müller in der Schicklerstrasse in Eberswalde (1896)

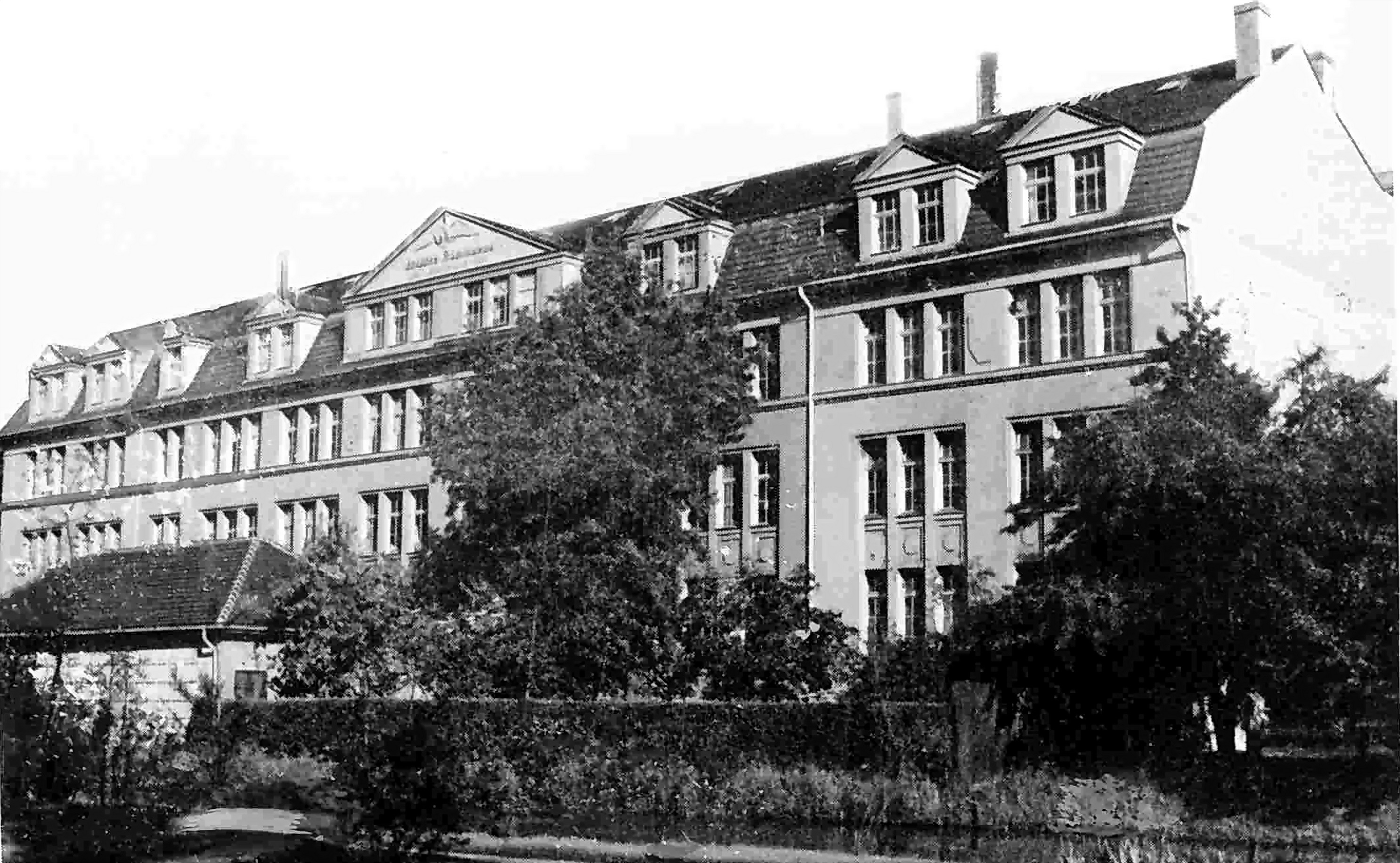
Gebäude des Rudolf Müller Verlags, Schicklerstrasse 14–20 in Eberswalde (ca. 1925)

Am 29. Juni 1840 eröffnete der aus Potsdam hinzugezogene Carl Müller eine Buchdruckerei als Einmann-Betrieb in der Schicklerstraße in Eberswalde. Bereits im Oktober 1841 erschien der „Anzeiger für Neustadt-Eberswalde“ zuerst als Wochen-, dann als Tageszeitschrift. Ab 1842 wurde daraus ein Verlag mit Druckerei. 1847 gründet Carl Müller einen Verlag für Behördenvordrucke. Als 1848 die satirische Zeitschrift Kladderadatsch in Berlin vorübergehend verboten wurde, erschien sie ein gutes halbes Jahr bei C. Müller (Nr. 3–30/1849). Sein ältester Sohn Emil Müller erweiterte den Betrieb 1868. Von nun an erschienen auch Fachzeitschriften. Diese Entwicklung begann mit dem „Pharmazeutischen Central-Anzeiger“. Gemeinsam mit seinem Bruder Clemens Müller gab er weitere Zeitschriften für verschiedene Fachgebiete heraus, worunter das Eberswalder „Offertenblatt für die deutschen Stahl-, Eisen- und Kurzwarenhändler“ das erfolgreichste war. Im Jahre 1908 wandelte sich das Unternehmen in eine Familien GmbH um. 1914 ist das alte Druckereigebäude durch ein neues und größeres ersetzt worden. Nach dem Tode der beiden Brüder führten Josephine Müller und Rechtsanwalt Konrad Müller das Geschäft weiter. 1918 übernahm Rudolf Müller die Geschäftsleitung. 1926 erweiterte er den Buchverlag. Mit der Zeitschrift ‚Drogenhändler‘ wurden auch 21 drogistische Fachbücher übernommen, die den Grundstock für das neugegründete Zweigunternehmen ‚Verlagsgesellschaft Rudolf Müller‘ bildeten.
Es gelang ihm darüber hinaus, die „Eberswalder Zeitung“ (1920), den „Berlin-Eberswalder-Stadtanzeiger“ (1932), die „Finower Zeitung“ (1937), die „Biesenthaler Zeitung“ (1939) mit dem „Märkischen Stadt- und Landboten“ zu vereinen und dessen Auflage auf 25.000 Stück anwachsen zu lassen. Auch wurden viele Werke des Historikers und Heimatforschers Rudolf Schmidt publiziert. Mit der Übernahme der Fachzeitschrift Deutsches Dachdecker-Handwerk im Jahr 1931 erfolgte der Einstieg in den Fachbereich „Bauen“. 1940 zum 100-jährigen Jubiläum hatte sich die Firma schon zu einem Druck- und Verlagshaus mit 500 Mitarbeitern, 353 veröffentlichten Werken und 1,5 Millionen Zeitschriftenexemplaren pro Monat entwickelt. Als Eberswalde bei der Schlacht um Berlin nach Kapitulation zum Feindesland geworden war, wurden die Gebäude der über die Jahre gewachsenen Verlagsdruckerei in der Schicklerstrasse 13 und 14–20 am 25. April 1945 durch deutsche Luftangriffe völlig zerstört.
Das untergegangene Unternehmen wurde aber bereits wenige Monate später in Oldenburg neu gegründet. Mit ortsansässigen Ingenieuren und Regierungsbeamten als Autoren wurden Fachbücher und Tabellenwerke publiziert. Schon 1945 erhielt Rudolf Müller trotz der damaligen schwierigen Verhältnisse in der Übergangszeit von der britischen Militärregierung eine Lizenz für die „Technischen Baubestimmungen“ von Gottsch/Hasenjäger, einem Standardwerk, das bereits in Eberswalde verlegt worden war. Die Lizenz, die noch vor der Registrierung der graphischen Betriebe erfolgte, garantierte dem Verlag eine ausreichende Papierversorgung.

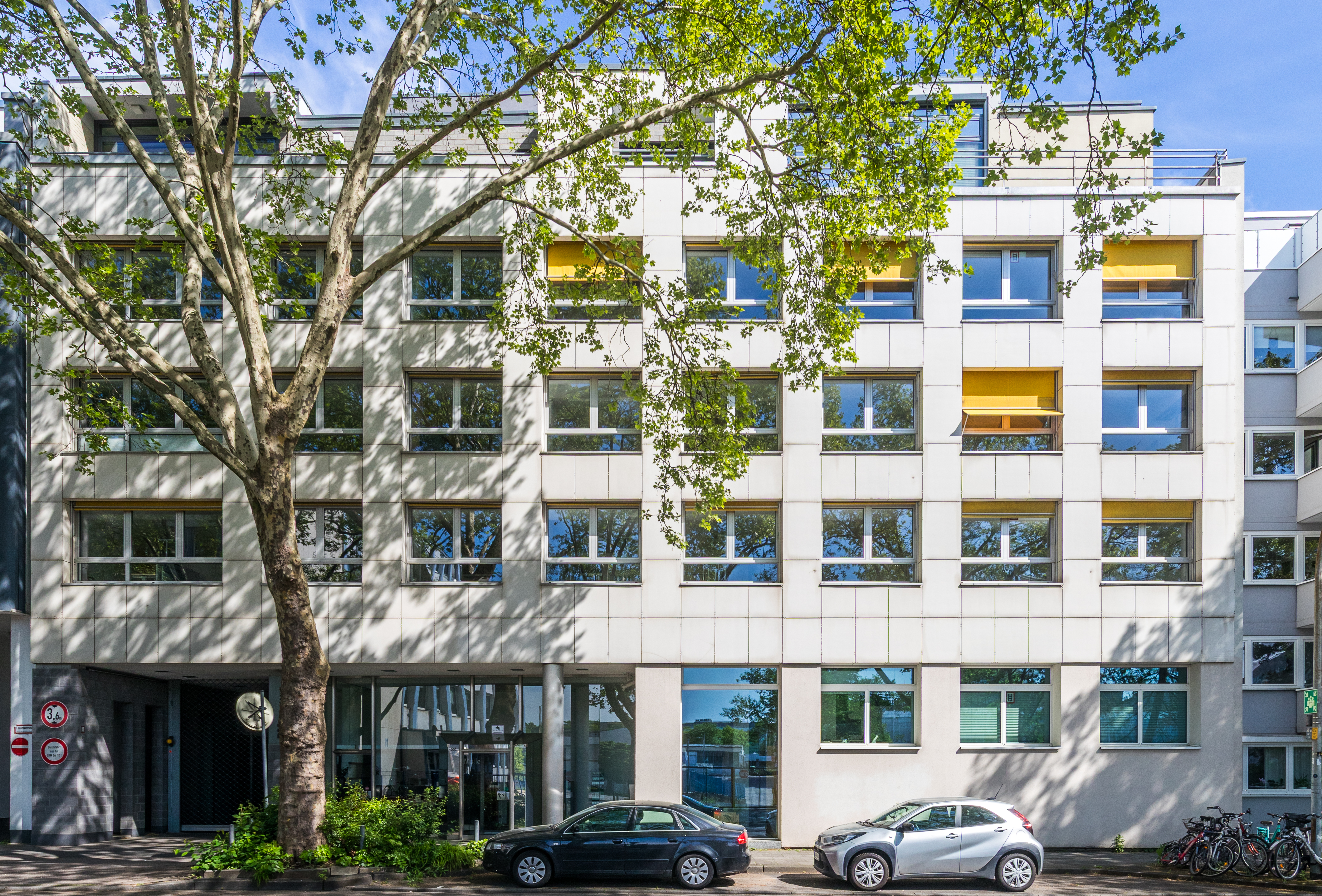
Ansicht Verlagsgebäude, Stolberger Straße 84 in Köln (2025), Architekt: O.M. Ungers mit K.L. Dietzsch, 1960–1964.

Walther Müller, Sohn von Rudolf Müller, der 1961 als alleiniger Gesellschafter in vierter Generation die Firma übernehmen sollte, wurde zunächst in der Oldenburger Druckerei Stalling und in dem Hamburger Verlag Hammerich und Lesser ausgebildet, bevor er 1950 in Köln mit dem Studium der Betriebswirtschaftslehre begann.
Im Jahre 1951 siedelte der Verlag schließlich nach Köln um. Drei Jahre später begann die Planung für ein Druckerei- und Verlagsgebäude an der Stolberger 113 in Köln-Braunsfeld. Dazu beauftragte Rudolf Müller den Kölner Architekten Oswald Mathias Ungers (damals noch in Partnerschaft mit Helmut Goldschmidt), der von 1957 bis 1958 auch das Zweifamilienwohnhaus Müller in der Werthmanstrasse  entwerfen und bauen konnte, das vielfach veröffentlicht wurde. „Es gehört zu den drei frühen Häusern von Ungers, die in der Anfangsphase seines Schaffens eine Schlüsselrolle einnehmen“. Das Bürogebäude und die angegliederten Werkshallen wurden schließlich 1964 durch O.M. Ungers und Karl-Lothar Dietzsch an anderer Stelle, in der Stolberger Straße 84 fertiggestellt und bezogen, wo die Mediengruppe noch heute ihren Sitz hat. Im Jahr 2005 wurde der Druckereibereich mit den Sheddächern hinter dem Verlagsgebäude abgerissen und durch einen eingeschossigen Verbindungsbau mit Büroräumen ersetzt.

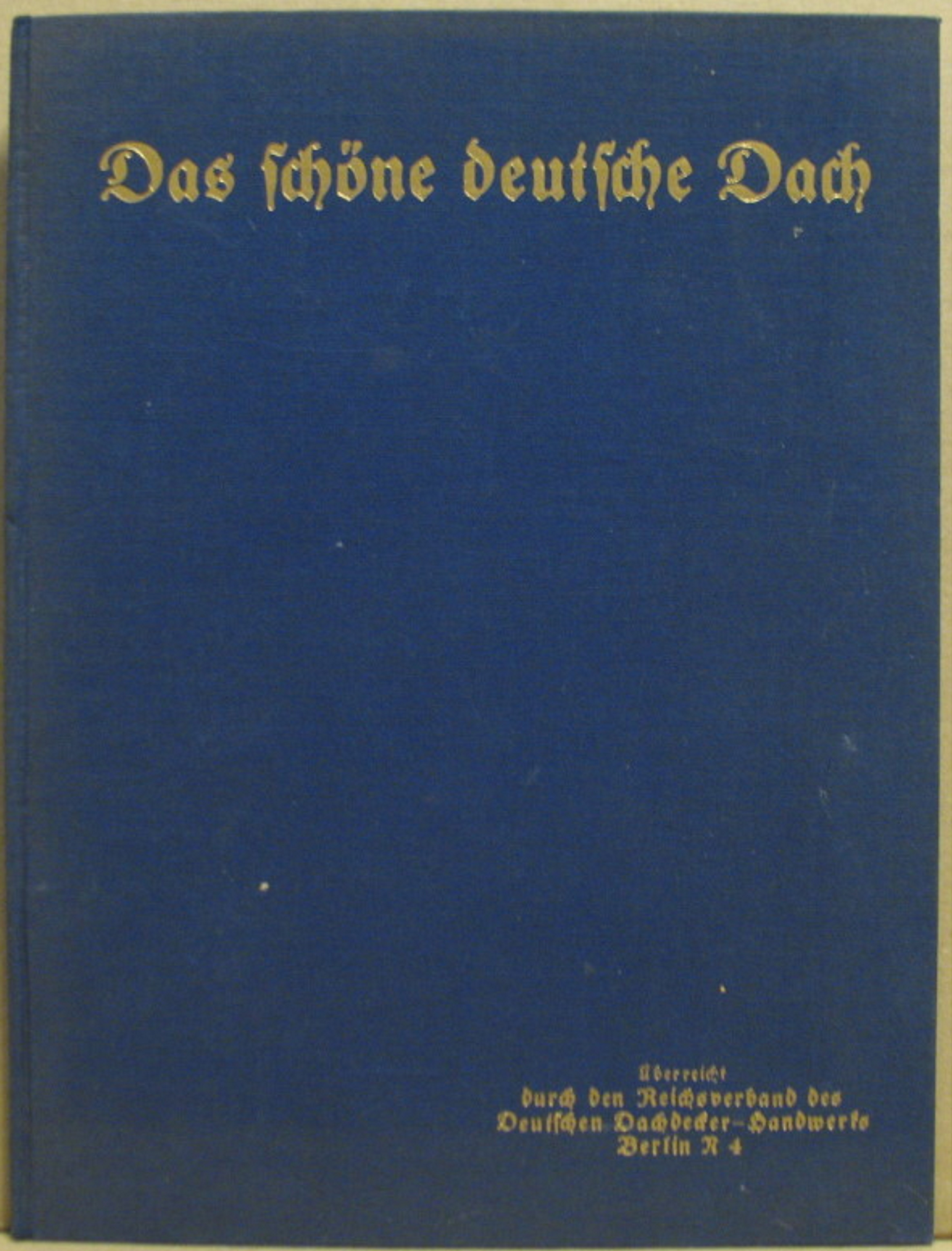
Das schöne deutsche Dach. Rudolf Müller Verlag, Eberswalde ca. (1925)
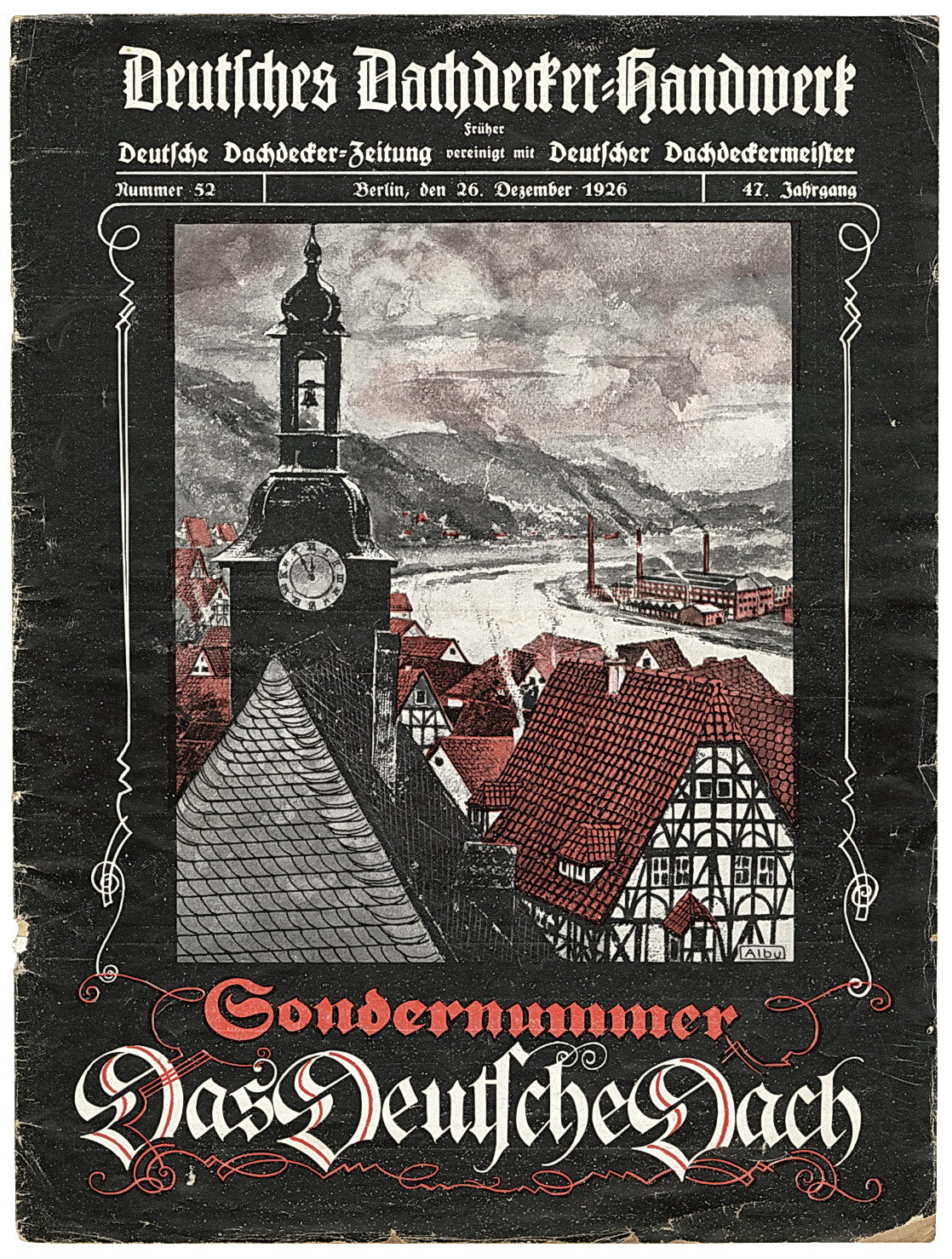
Sondernummer „Deutsches Dachdecker-Handwerk“, Rudolf Müller Verlag, Eberswalde (1926)
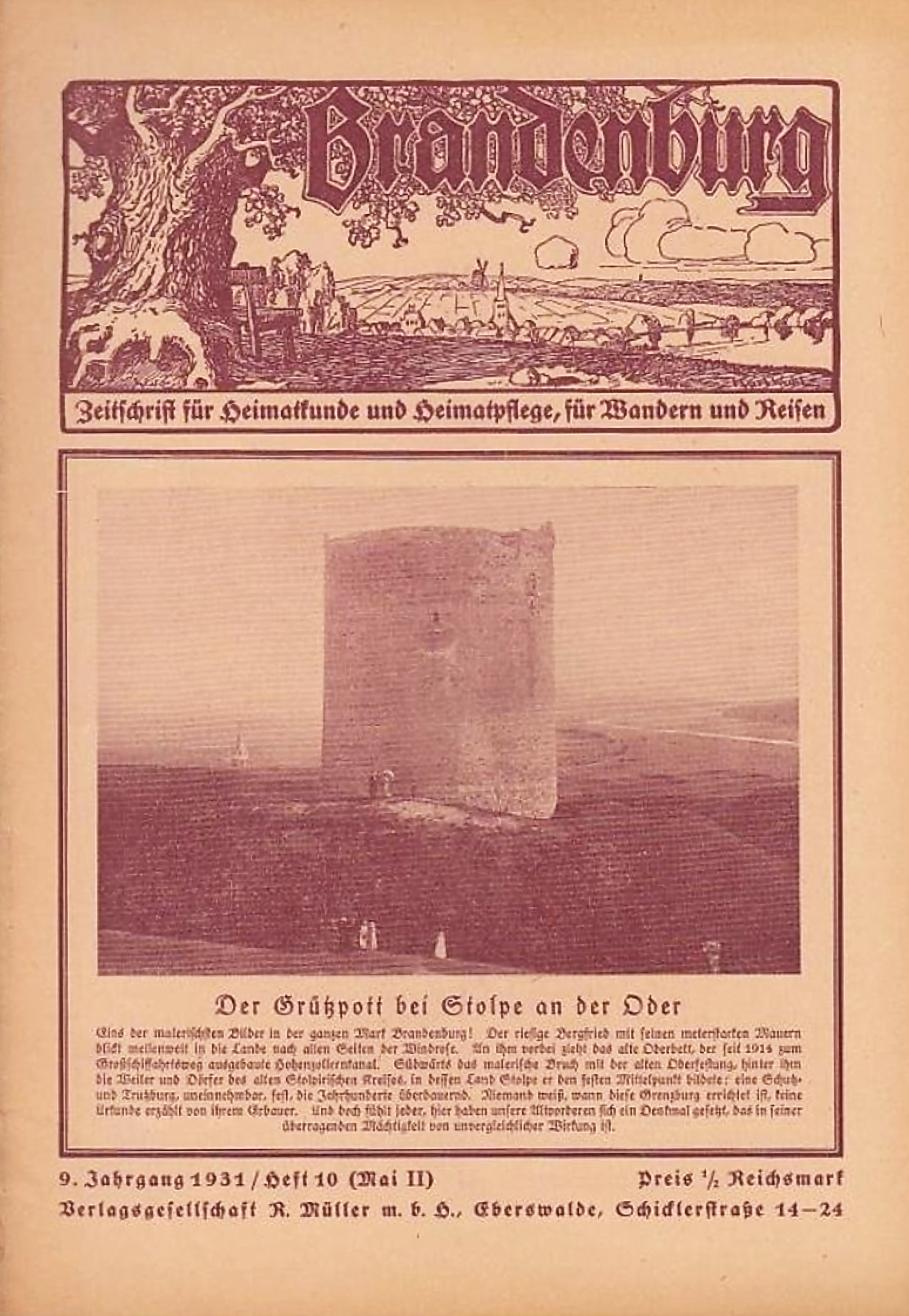
Zeitschrift für Heimatkunde und Heimatpflege, Verlagsgesellschaft R. Müller, Eberswalde (1931)
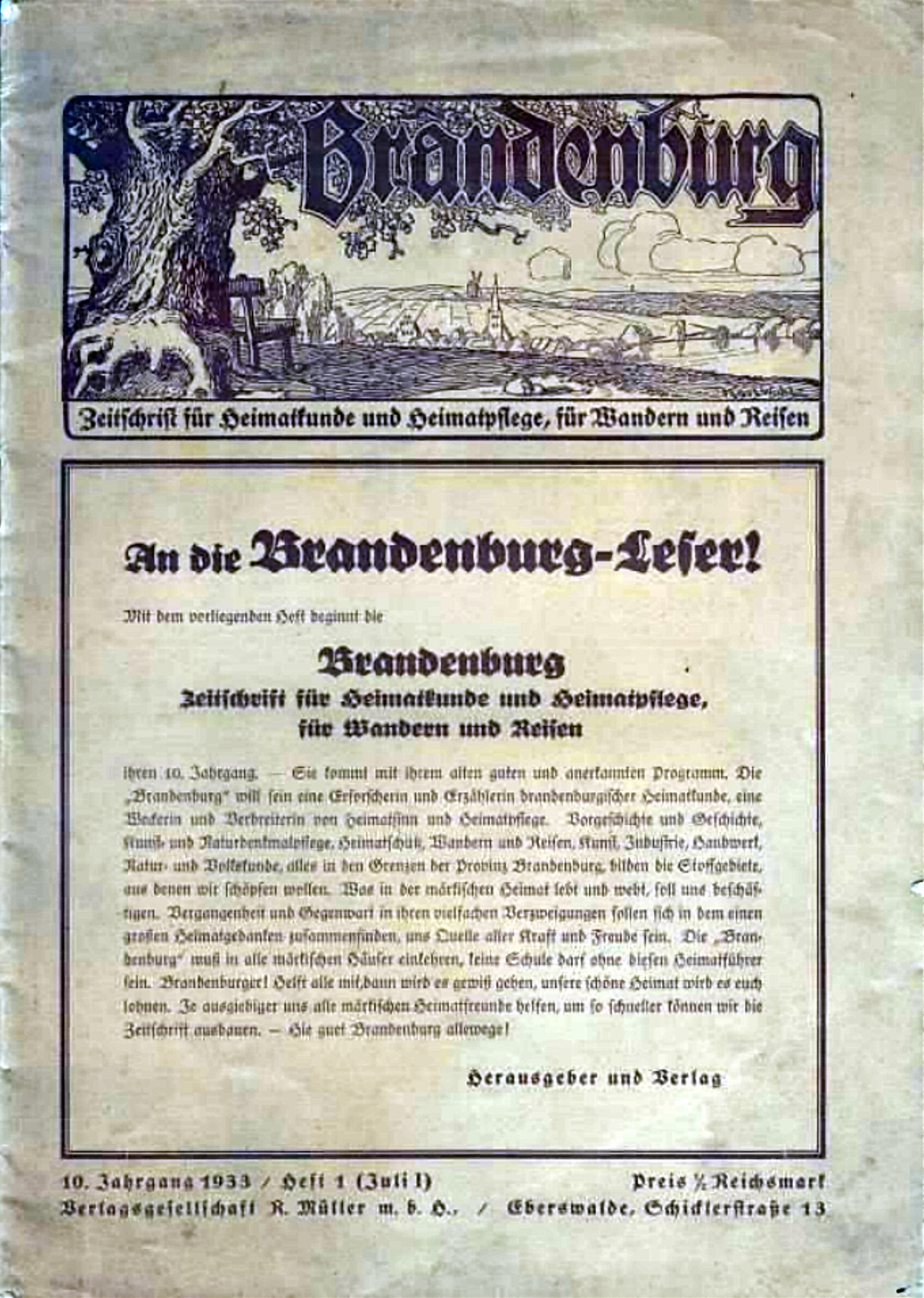
„An die Brandenburg Leserǃ“,  Schmidt, Rudolf/Hauptschriftleiter, Müller, Rudolf/Verleger, Eberswalde (1933)
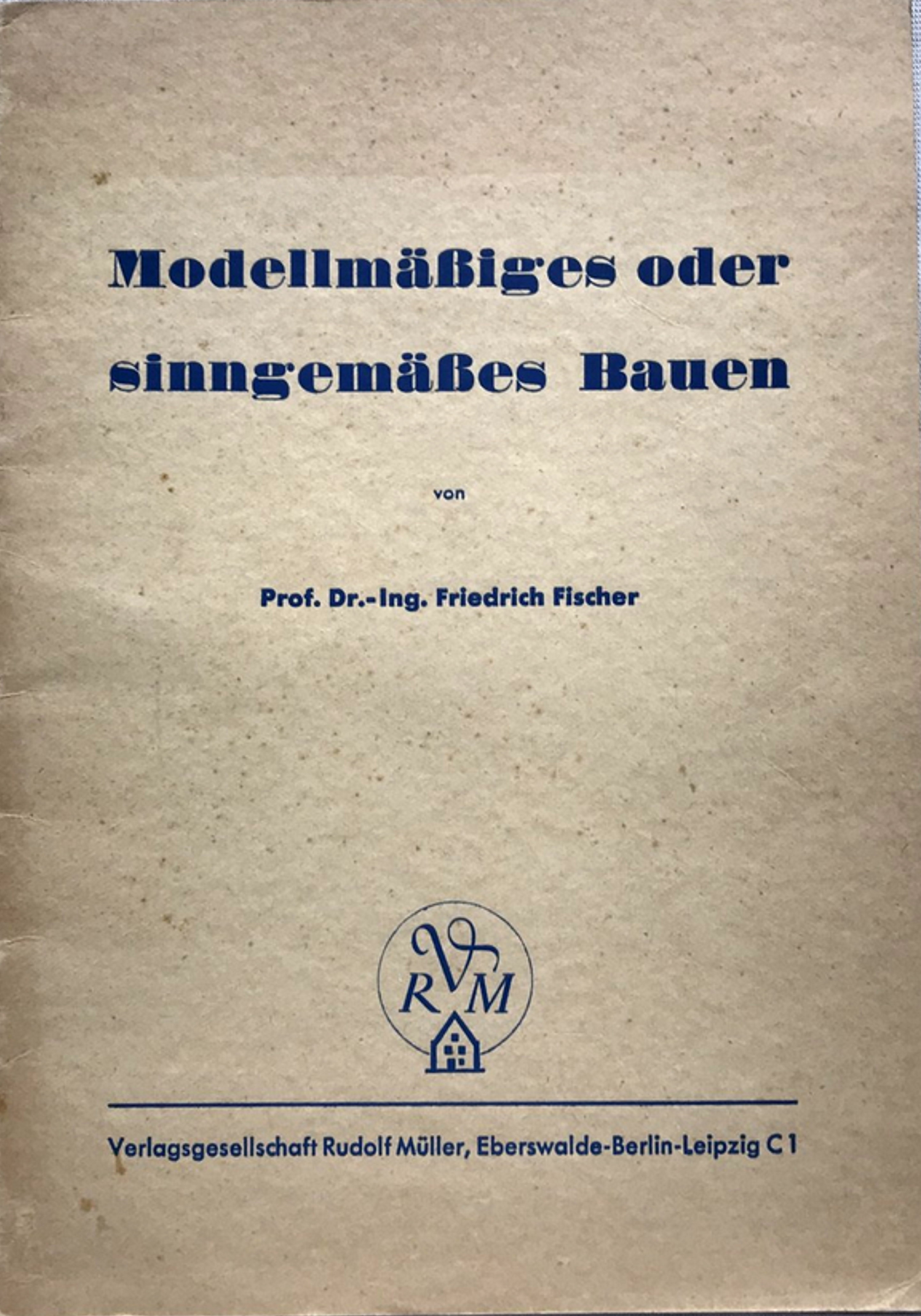
Modellmäßiges oder sinngemäßes Bauen, Dr. Ing. F. Fischer, Verlagsgesell. Rudolf Müller, Eberswalde-Berlin-Leipzig (1942)
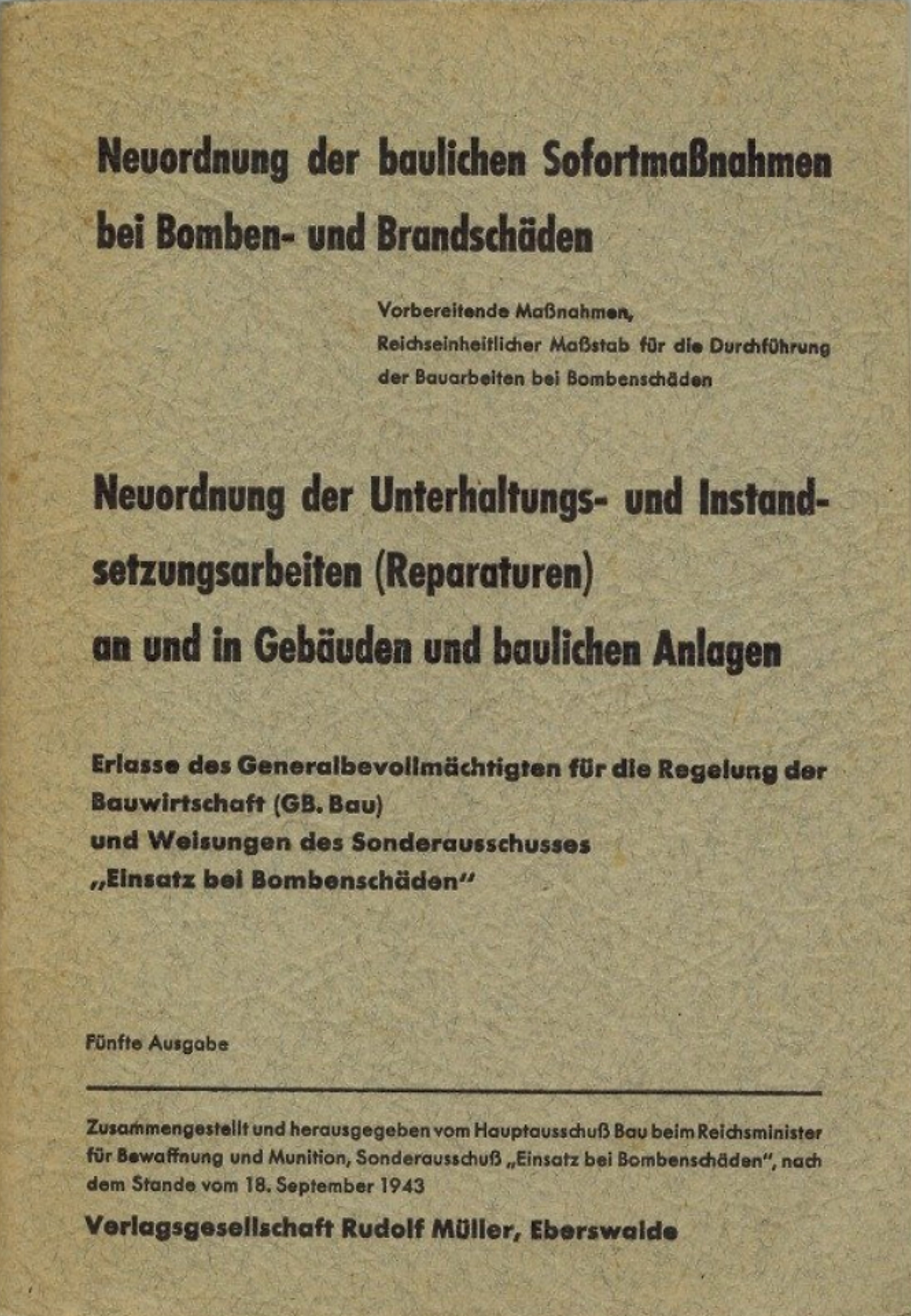
Neuordnung der baulichen Sofortmaßnahmen bei Bomben- und Brandschäden, Verlag Rudolf Müller, Eberswalde (1944)
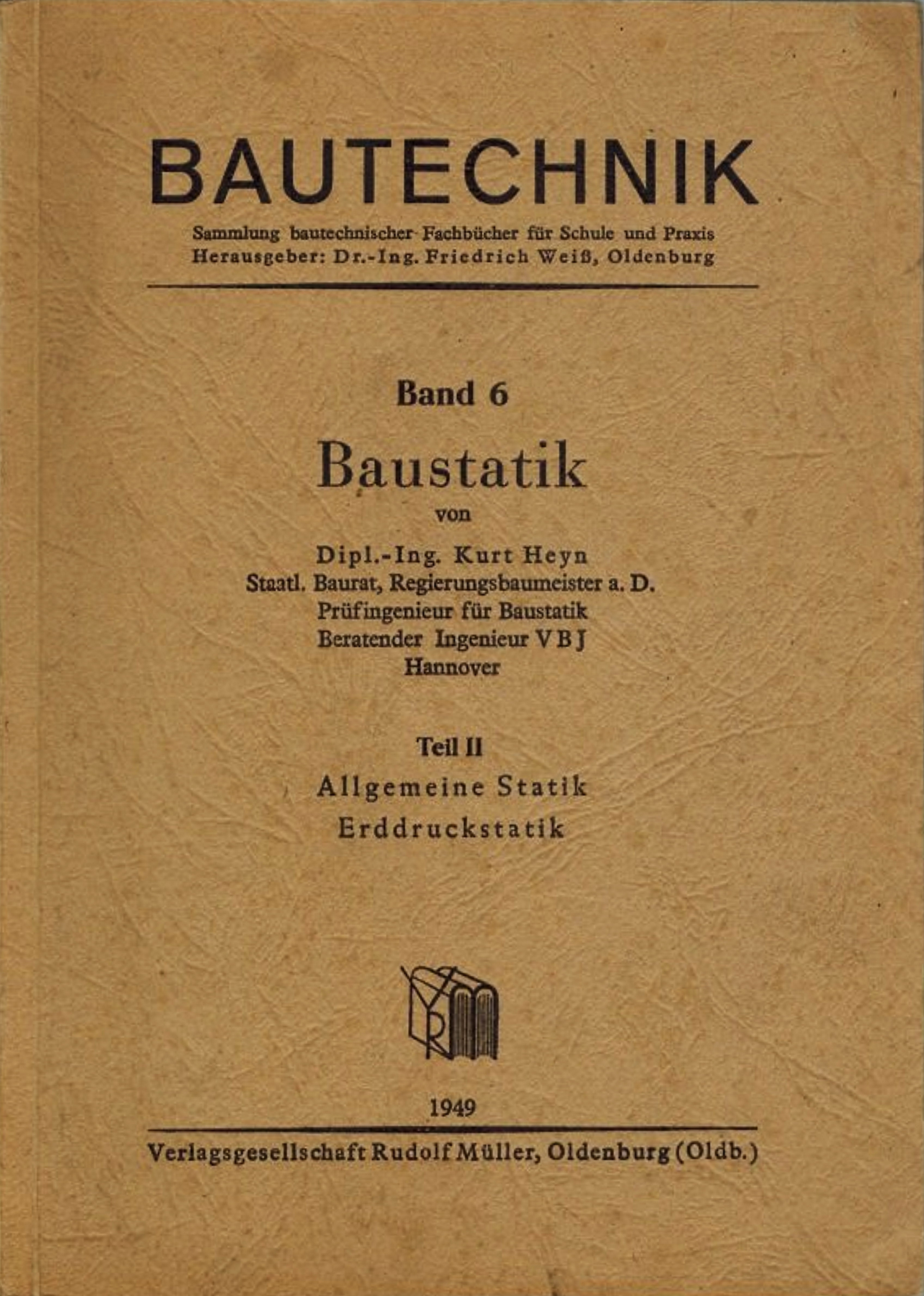
Bautechnik, Band 6, Baustatik, Kurt Heyn, Verlagsgesellschaft R. Müller, Oldenburg (Oldb) (1949)
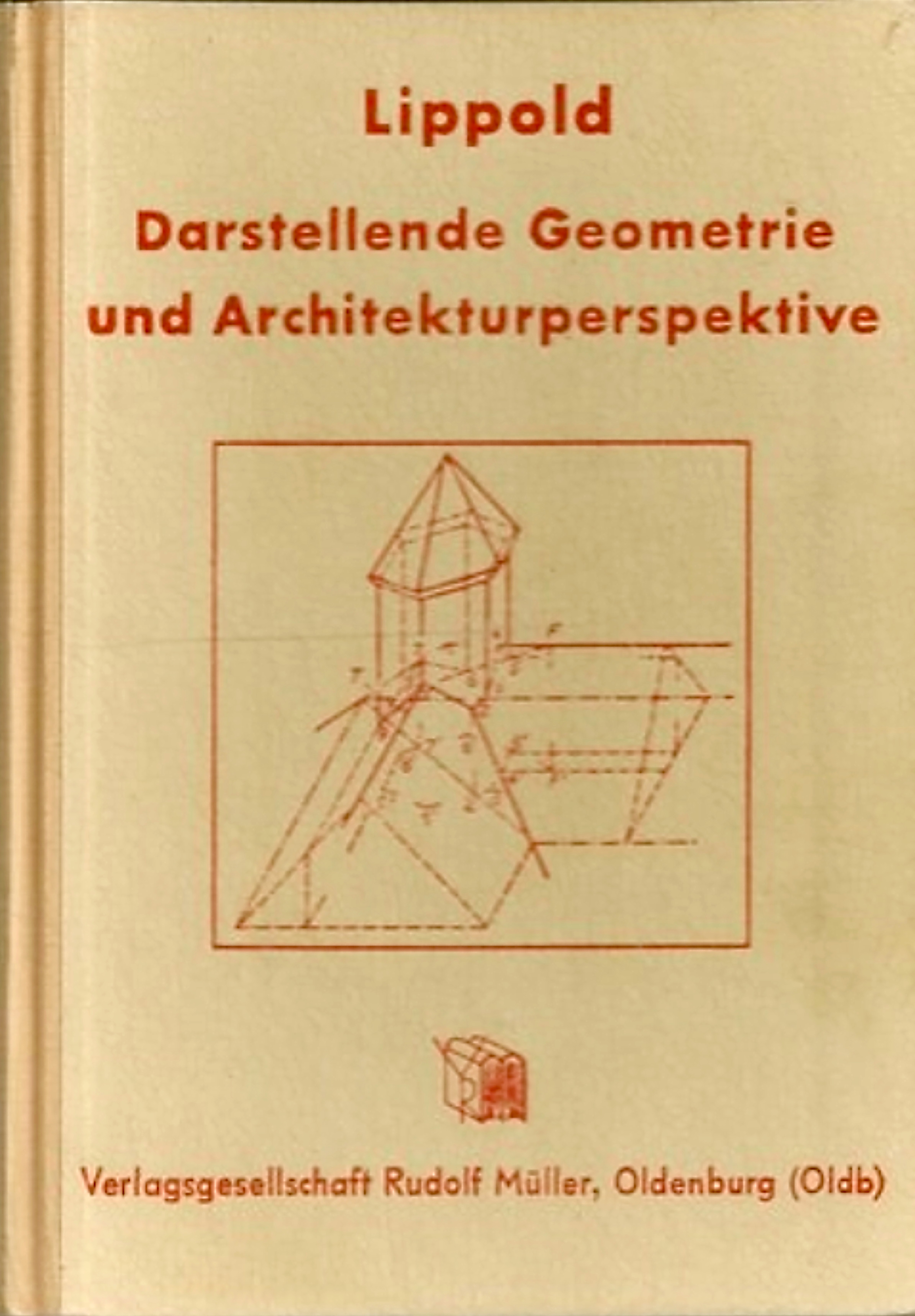
Darstellende Geometrie und Architekturperspektive. Verlagsgesellschaft Rudolf Müller, Oldenburg (1949)
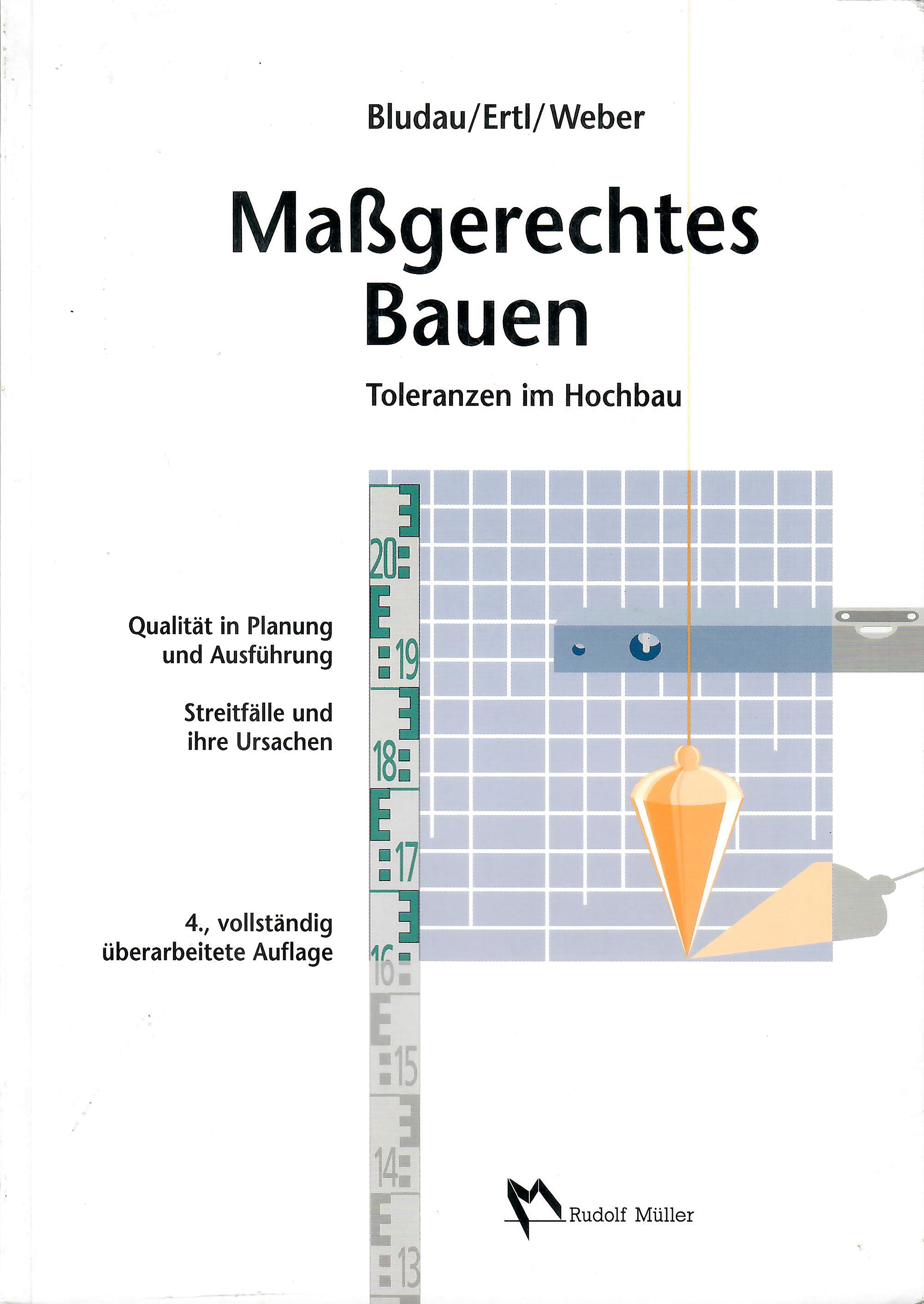
Maßgerechtes Bauen – Toleranzen im Hochbau, Verlagsgesellschaft Rudolf Müller, Köln (1998)
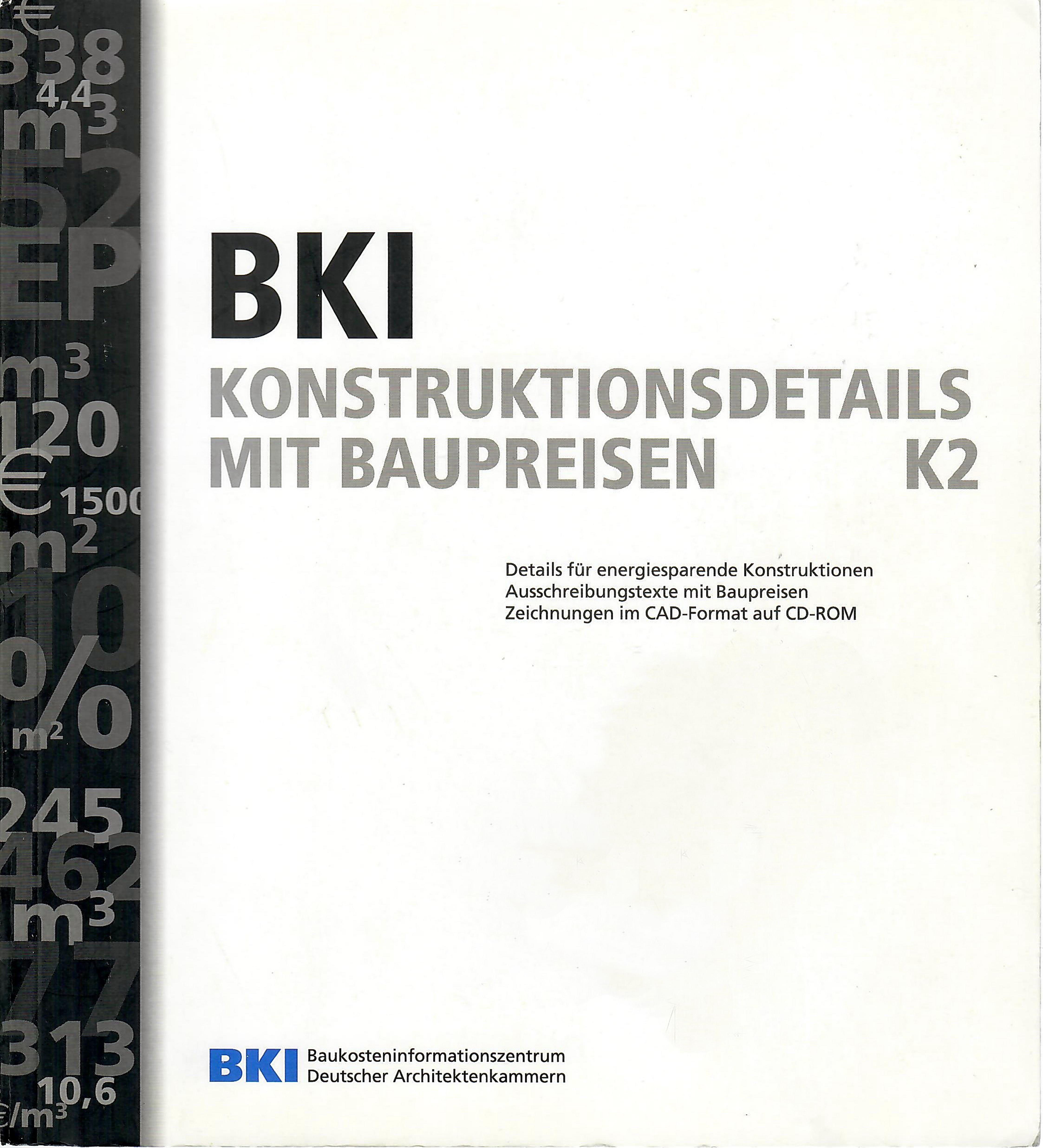
Konstruktionsdetails mit Baupreisen des BKI (Baukosteninformationszentrum), Verlagsgesellschaft Rudolf Müller, Köln (2005)

Am 1. April 2023 wurde aus der ehemaligen „Verlagsgesellschaft Rudolf Müller“ die „RM Rudolf Müller Medien GmbH & Co. KG“. Als das Stammunternehmen der Mediengruppe beschäftigt das Unternehmen rund 180 Mitarbeiter. Die Geschäftstätigkeit umfasst alle Bereiche der Informationsvermittlung – in Print, Live-Formaten und digital. Zum Spektrum zählen Fachzeitschriften, Buchtitel und Loseblattsammlungen, CDs, DVDs, Apps, Internetplattformen, Schulungen, Kongresse, Branchen-Foren sowie die Brandschutz-Fachmesse Feuertrutz.

## Verlage
- RM Rudolf Müller, Köln, Bücher und Fachmedien[13]
- Bruderverlag Albert Bruder, Köln (Zimmerei, Holzbau)
- Charles Coleman Verlag, Lübeck (Metallbau)[14]
- FeuerTRUTZ Network GmbH, Köln (Brandschutz)[15]
- IMV Immobilien Manager Verlag, Köln und Berlin[16]
- Siegfried Rohn Verlag, Köln (Handelsmarketing in den Bereichen Baumärkte, Gartencenter, Motoristen)

- Seit 1990 ist die Verlagsgruppe mit 50 % am Zeittechnik-Verlag Neu-Isenburg beteiligt.
- Eine Minderheitsbeteiligung von 40,5 % wird an dem polnischen Baufachverlag Polskie Centrum Budownictwa Difin i Müller mit Sitz in Warschau gehalten.